# 浙江城隍庙
浙江城隍庙，俗称浙江庙，是福建省莆田市城厢区凤凰山公园内的一座道教正一派道观。相传南宋景炎二年（1277年）由临安（今杭州）迁入莆田，建立此庙，1993年改建至今址。

## 起源
浙江城隍庙起源自南宋末年，元军攻破南宋首都临安城，张世杰、陆秀夫、陈文龙等拥戴宋益王南下福建继续抗元。一种说法是逃亡莆田的浙江人修建了这座庙宇，这些人的后裔就将浙江庙作为自己的祖庙。另一种说法是皇帝到了莆田之后，见道这里景色优美，于是让随行的浙江官员修建了浙江庙。浙江城隍庙自己的说法是，景炎帝南巡至莆田时夜里受惊失眠，恍忽间看到人马疾驰而至保佑，他认为是浙江城隍显灵，为此建庙祭祀。据说筱塘人则应皇帝的要求，每年都会在浙江庙举办祭祀。除了浙江城隍庙之外，莆田境内今天还有一座仁和庙，据传也是南宋末年迁移自临安府首县仁和县。

## 重建
浙江城隍庙最早位于莆田县城南门外、筱塘村附近的的龙脊山南麓，为筱塘村人所崇拜。明嘉靖四十一年（1562年）因为倭寇纵火村与庙俱焚，灾后村落迁移至龙脊山西南，庙宇原地重建并增其旧制，配祀关羽与齐天大圣。民国二年（1913年）寺庙遭到孙葆瑢手下士兵拆毁，次年闰五月重建。民国三十六年（1947年）重修，1949年以后沦为学校、加工厂等，1993年为扩大南门西路路面拆毁。同年，筱塘村村民在凤凰山南麓重建浙江城隍庙，这座庙也就成为了凤凰山凤景名胜区的一部分。新庙在1993年5月18日落成，位于凤凰山南麓东圳水渠旁，占地5亩多，主祭城隍庙爷、关帝君、齐天大圣，并建有天妃宫、观音阁及戏台。